# Husitské písně

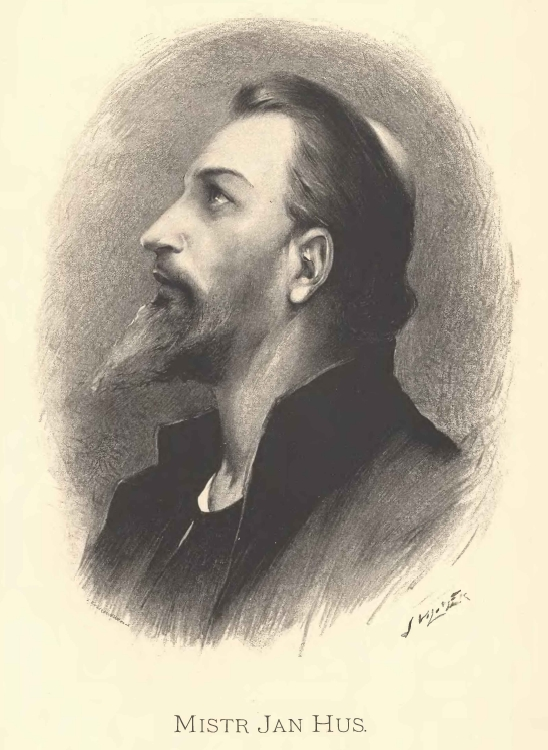
Idealizovaná podoba Jana Husa od Jana Vilímka

Husitské písně vznikly jako součást husitského hnutí v 15. století. Byly formovány náboženskými, duchovními a revolučními myšlenkami své doby. Mnohé z písní napsal sám Jan Hus a také husitský básník Jan Čapek.

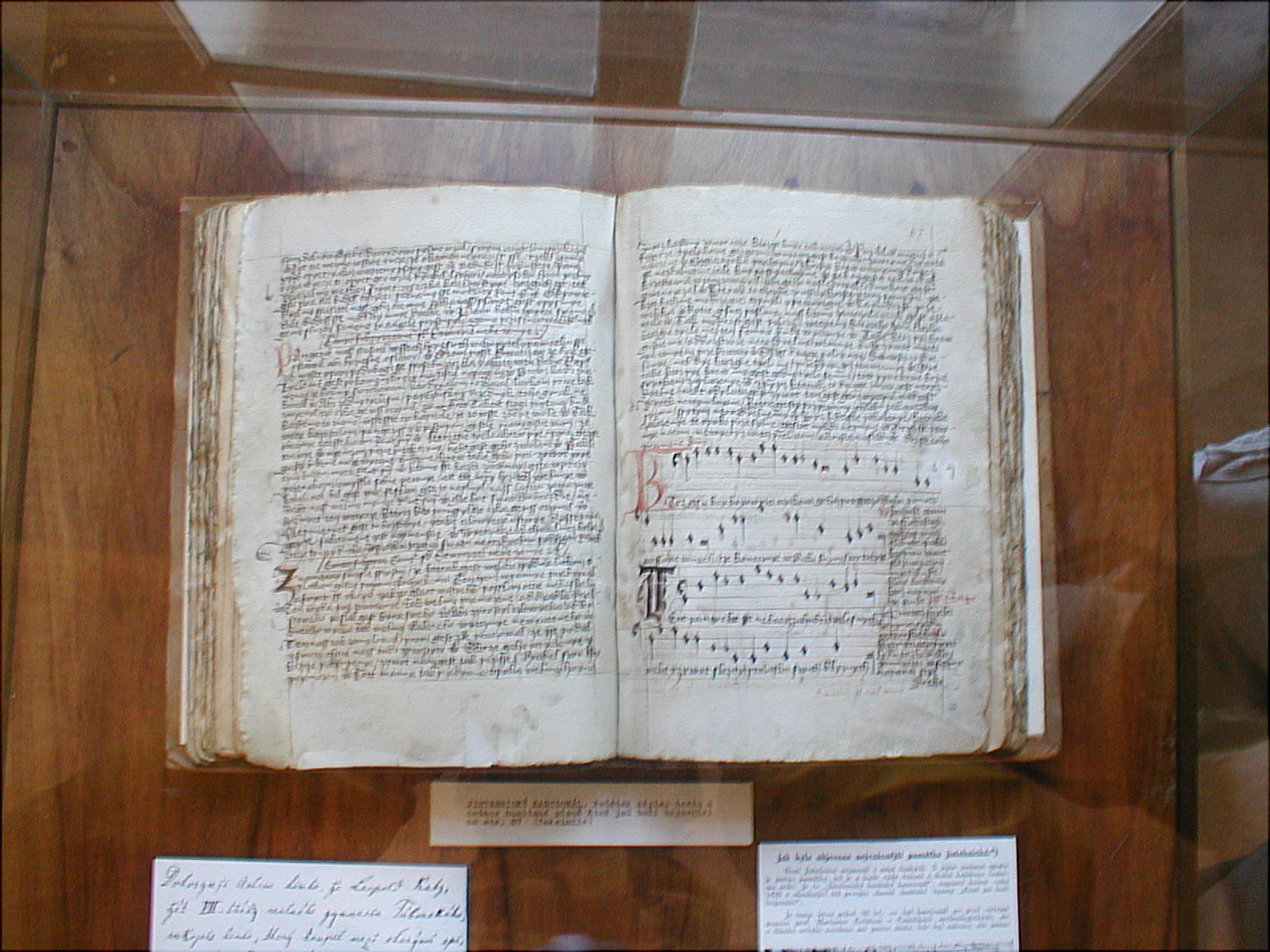
Jistebnický kancionál

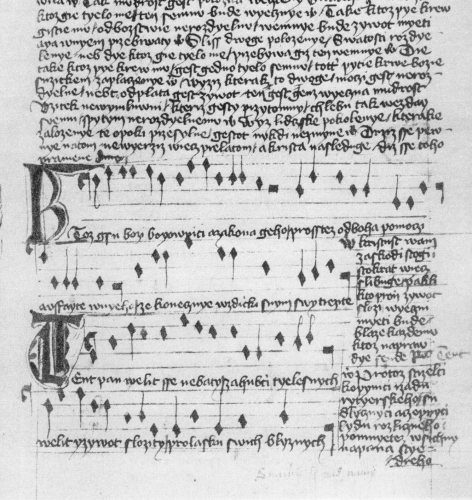
Slavný chorál Ktož jsú Boží bojovníci

## Jistebnický kancionál
Nejcennější sbírkou husitských písní je Jistebnický kancionál. Obsah tohoto zpěvníku z jihočeské obce Jistebnice tvoří hymny Pražské komunity kolem kazatele Jana Želivského a písně Táboritů. Kromě obvyklých písní jsou v knize starší texty, české písně, latinské písně (koledy), Husovy písně, ale také mešní zpěvy, písně o oltářním tajemství, písně sváteční či písně mírové a válečné. Kromě Husa je znám pouze jeden další známý písničkář, a to Jan Čapek. Ten byl zřejmě otcem myšlenky, aby se písně učily i děti.
Zřejmě nejznámějším dílem táborských bojovníků je slavný chorál Ktož jsú boží bojovníci. Tato píseň se stala přímým symbolem hnutí náboženské obnovy.
| Text písně |
| Ktož jsú boží bojovníci a zákona jeho, prostež od Boha pomoci a úfajte v něho, že konečne vždycky s ním svítězíte! Kristusť vám za škody stojí, stokrát viec slibuje; pak-li kto proň život složí, věčný mieti bude: blaze každému, ktož na pravdě sende. Tenť pán velíť „se nebáti záhubcí tělesných“, velíť „i život složiti pro lásku svých bližních“. |

Další slavnou válečnou písní je ''Povstaň, povstaň, veliké město Pražské'', která vznikla pod dojmem kázání proti králi Zikmundovi z okruhu Jana Želivského.
| Výňatek |
| Povstaň, povstaň, Veliké Město pražské, všeckna říše věrná této země České, rytieřské pohlavie i všeckny moci zemské proti tomu králi babylonskému, ještoť hrozí městu jerusalémskému, pražské obci i mnohému lidu věrnému. |